# BNT 3
BNT 3 (БНТ 3) je bulharská veřejnoprávní televizní stanice, kterou obsluhuje Bulharská národní televize (BNT).
Vysílá výhradně v HD kvalitě. Vysílání bylo zahájeno 6. února 2014, přenosem zahajovacího ceremoniálu Zimních olympijských her 2014 v Soči.
Předtím byl kanál využíván pro přenos sportovních akcí (Mistrovství světa ve fotbale 2010 a Letní olympijské hry 2012) na dočasných HD kanálech.
V roce 2014 se Bulharská národní televize rozhodla zahájit vysílání BNT HD jako samostatného kanálu.
BNT HD vysílá bezplatně na bulharské platformě DVB-T.

## Galerie

První logo stanice БНТ HD (2014–2018)